# 研究所
研究所（けんきゅうしょ、けんきゅうじょ、英: research institute, laboratory, research center など）とは、研究などを行う組織・施設のことである。

## 概要
研究所とは研究（や研究開発）、また試験、鑑定などを行うための組織（機関）であり、またその施設のことである。広義には、天文台や「農業試験所」なども含めて指している場合もある。
領域
各研究所ごとに様々で、たとえば自然科学、人文科学、社会科学などの諸分野、あるいはそれらの中から細分化された特定の分野を対象にしたものが設立されている。また科学に限らず、様々な領域の研究所が存在している。
設立者
設立者は特に限定されておらず、国際機関、ある国の中央政府、地方政府、大学、企業、財団、個人など多岐に渡る。
日本の場合、企業が企業の中に設置したものを「企業内研究所」などと呼び、個人が設置したものは「私設研究所」、政府系では日本国が設立したものを国立試験研究機関、地方自治体が設置するものを公設試験研究機関と称する。
タイプ、分類
研究所の分類は、様々あり、例えば学問の種類による分類がある。また、「基礎研究」、「応用研究」という意味の分類や、予めミッションの決まった「トップダウン型」研究、研究者の自由な発想に基づく「ボトムアップ型」研究という意味の分類がされることもある。
大学は通常、研究所に分類しないが、研究所という名称を冠した機関を持つことが多い。諸分野に関する政策立案、政策提言を主たる業務とするシンクタンクも、研究所という名称を使用しているものが多い。英語のlaboratory（ラボラトリー、ラボ）は広い範囲を示し、単に設備が整った場所も含む。このため、研究ではない既知の技術を使った分析や製造を行う施設もそう呼ばれる（写真現像、血液検査、音響解析、構造解析など）。

## 世界の研究所

### 国際機関
- 国連大学サステイナビリティと平和研究所
- 国連訓練調査研究所 (UNITAR)
- 国連軍縮研究所 (UNIDIR)
- 国連社会開発研究所 (UNRISD)
- 国連地域間犯罪司法研究所 (UNICRI)

### イギリス
- キャヴェンディッシュ研究所
- COMARE
- イギリス国立物理学研究所
- ウォーバーグ研究所
- 英国地質調査所
- MRC分子生物学研究所
- 欧州バイオインフォマティクス研究所
- 気候研究ユニット
- シティ大学ロンドン
- ジョドレルバンク天体物理学センター
- 世界がん研究基金
- タビストック人間関係研究所
- 薬物に関する独立科学評議会
- ラザフォード・アップルトン・ラボラトリー
- ロイヤル・エアクラフト・エスタブリッシュメント

### フランス
- パスツール研究所
- INSEE
- IHES
- IRCAM/IRCAMの関連作品一覧
- Abcd協会
- 機械・エンジニアリング科学のための情報学研究室
- キュリー研究所 (パリ)
- グルノーブル原子力研究センター
- 原子力・代替エネルギー庁
- 国立自然史博物館 (フランス)
- 細胞分子生物学研究所
- サクレー研究所
- 人類博物館
- ソレイユ (シンクロトロン)
- 電子情報技術研究所
- パリ天体物理学研究所
- パリ都市研究所
- フランス極東学院
- フランス国立科学研究センター
- フランス国立情報学自動制御研究所
- フランス国立東洋言語文化研究所
- 放射線防護・原子力安全研究所
- ムーズ・オート＝マルヌ地層研究所

### ドイツ
- アーネンエルベ
- 欧州分子生物学研究所
- オーバーヴォルファッハ数学研究所
- 重イオン研究所
- ドイツ電子シンクロトロン
- ドイツ日本研究所
- ドイツ東洋文化研究協会
- フラウンホーファー協会
- フリッツ・ハーバー研究所
- マックス・プランク研究所
- マックス・プランク進化人類学研究所
- マックス・プランク地球外物理学研究所
- マックス・プランク知的財産法・競争法・租税法研究所
- ライプツィヒ・ドイツ文学研究所
- 連邦軍微生物学研究所
- 連邦軍放射線生物学研究所
- 連邦軍薬理学・毒物学研究所
- ロベルト・コッホ研究所

### アメリカ
- アメリカがん研究協会
- アメリカ国立アレルギー・感染症研究所
- アメリカ国立衛生研究所
- アメリカ国立がん研究所
- アメリカ国立老化研究所
- アメリカ疾病予防管理センター
- アメリカ大気研究センター
- アメリカ地質調査所
- アメリカ国立標準技術研究所
- アルゴンヌ国立研究所
- アレン脳科学研究所
- ウィスター研究所
- ウッズホール海洋研究所
- ウッズホール海洋生物学研究所
- SRIインターナショナル
- エドウィン・O・ライシャワー日本研究所
- MITコンピュータ科学・人工知能研究所
- MIT人工知能研究所
- MITメディアラボ
- オークリッジ国立研究所
- オレゴン国立霊長類研究センター
- カーネギー研究所
- カブリ理論物理学研究所
- クレイ数学研究所
- グレン研究センター
- ケネディ宇宙センター
- コウルズ財団
- コールド・スプリング・ハーバー研究所
- 国立再生可能エネルギー研究所
- 国立生物工学情報センター
- 国立補完代替医療センター
- サンタフェ研究所
- サンディア国立研究所
- ジェット推進研究所
- 情報科学研究所
- ジョージア原子力航空機研究所
- ジョンソン宇宙センター
- 神経科学研究所
- スタンフォード人工知能研究所
- SLAC国立加速器研究所
- セージ・バイオネットワークス
- 全米経済研究所
- ソーク研究所
- ダナ・ファーバー癌研究所
- チャールズ・スターク・ドレイパー研究所
- チャールズ・バベッジ研究所
- テラパワー
- トーマス・J・ワトソン研究所
- ニュー・アルケミー・インスティテュート
- ハーバード大学フェアバンク中国研究センター
- パロアルト研究所
- ハワイ州立自然エネルギー研究所
- ピュー研究所
- ファインスタイン医学研究所
- フェルミ国立加速器研究所
- プリンストン高等研究所
- ブルックヘブン国立研究所
- 米国立スーパーコンピュータ応用研究所
- ヘリテージ財団
- ベル研究所
- ホワイトヘッド研究所
- マイクロソフトリサーチ
- マウナロア観測所
- マクガヴァン脳研究所
- マーシャル宇宙飛行センター
- ランド研究所
- リンカーン研究所
- ローレンス・バークレー国立研究所
- ローレンス・リバモア国立研究所
- ロスアラモス国立研究所

### ロシア
- ガマレヤ記念国立疫学・微生物学研究センター
- クルチャトフ研究所
- シュテルンベルク天文研究所
- 植物栽培研究所
- ステクロフ数学研究所
- 全ロシア鉄道研究所環状実験線
- TsAGI
- ドゥブナ合同原子核研究所
- 設計局/マキーエフロケット設計局
- モスクワ熱技術研究所
- ロシア宇宙科学研究所
- ロシア科学アカデミー東洋学研究所

### タイ
- ABACポール研究所
- タイ科学技術研究所
- タイ国立遺伝子生命工学研究センター
- タイ国立科学技術開発庁
- タイ国立金属材料技術研究センター
- タイ国立電子コンピューター技術研究センター
- タイ国立天文学研究所
- タイ国立ナノテクノロジー研究センター
- タイ国家計量標準機関
- タイ国家原子力技術研究所
- タイ・シンクロトロン光研究所
- タイ有機プリンテッドエレクトロニクスイノベーションセンター

### 中国
- 大連化学物理研究所
- 中国運載火箭技術研究院
- 中国科学院
- 中国科学社
- 中国空間技術研究院
- 中国工程院
- 中国社会科学院

### シンガポール
- シンガポール科学技術研究庁

## 日本
領域ごとに組織構成が異なる。
一般論としていえば、研究所では、研究テーマごとに各研究室に分かれ、通常は学生はいない。ここでは、技術または見習いスタッフ→研究員（または研究官）→主任研究員（または主任研究官）、室長→部長→副所長→所長という階層構造を採用している機関が多い。
ただし文部科学省所管（日本国政府）の研究所では、大学の講座と同様に、教授、准教授、助教（または、技官や学生）により構成されている。

### 日本にある国際機関直轄研究所
- WHO健康開発総合研究センター

### 国立研究開発法人、国立研究開発法人に附属する主な研究所
- 医薬基盤研究所
- 宇宙航空研究開発機構
  - 宇宙科学研究所
- 海上技術安全研究所
- 海洋研究開発機構
- 経済産業研究所
- 建築研究所
- 交通安全環境研究所
- 港湾空港技術研究所
- 国立環境研究所
- 国立がん研究センター
  - 研究所
- 国立国際医療研究センター
  - 研究所
- 国立精神・神経医療研究センター
  - 神経研究所
  - 精神保健研究所
- 国立成育医療研究センター
  - 研究所
- 国立長寿医療研究センター
  - 研究所
- 国立特別支援教育総合研究所
- 国立文化財機構[注 1]
  - 奈良文化財研究所
  - 東京文化財研究所
- 産業技術総合研究所
- 酒類総合研究所
- 情報通信研究機構（通信総合研究所と通信・放送機構が統合）
  - 光ネットワーク研究所
  - ワイヤレスネットワーク研究所
  - ネットワークセキュリティ研究所
  - ユニバーサルコミュニケーション研究所
  - 未来ICT研究所
  - 電磁波計測研究所
  - テストベッド研究開発推進センター
  - 脳情報通信融合研究センター
  - 耐災害ICT研究センター
  - テラヘルツ研究センター
  - サイバー攻撃対策総合研究センター
- 森林総合研究所
- 水産総合研究センター
  - 北海道区水産研究所
  - 東北区水産研究所
  - 中央水産研究所
  - 日本海区水産研究所
  - 国際水産資源研究所
  - 瀬戸内海区水産研究所
  - 西海区水産研究所
  - 増養殖研究所
  - 水産工学研究所
- 電子航法研究所
- 土木研究所
- 日本原子力研究開発機構（日本原子力研究所と核燃料サイクル開発機構が統合）
  - 東海研究開発センター 
    - 原子力科学研究所
    - 核燃料サイクル工学研究所

  - 敦賀本部
    - 高速増殖炉研究開発センター
    - 原子炉廃止措置研究開発センター

  - 大洗研究所
  - 幌延深地層研究センター
  - 東濃地科学センター
  - 瑞浪超深地層研究所
  - 人形峠科学技術センター
  - 青森研究開発センター
- 量子科学技術研究開発機構（放射線医学総合研究所と日本原子力研究開発機構の量子ビーム部門と核融合部門が統合）
  - 那珂核融合研究所
  - 高崎量子応用研究所
  - 関西光科学研究所
  - 放射線医学総合研究所
- 日本貿易振興機構
  - アジア経済研究所
- 農業・食品産業技術総合研究機構
- 物質・材料研究機構 [:en]（金属材料研究所と無機材質研究所が併合）
- 防災科学技術研究所
- 理化学研究所
- 労働安全衛生総合研究所
- 労働政策研究・研修機構
  - 労働政策研究所

### 国が直接運営している「施設等機関」、または施設等機関に附属する研究所
- 厚生労働省
  - 国立感染症研究所
  - 国立循環器病研究センター
  - 国立保健医療科学院（国立公衆衛生院、国立医療・病院管理研究所、国立感染症研究所口腔科学部の一部を統合）
  - 国立医薬品食品衛生研究所
  - 国立社会保障・人口問題研究所
  - 国立障害者リハビリテーションセンター
- 国土交通省
  - 国土技術政策総合研究所
  - 国土交通政策研究所
- 気象庁
  - 気象研究所
- 内閣府
  - 経済社会総合研究所
- 総務省
  - 情報通信政策研究所
- 文部科学省
  - 国立教育政策研究所
  - 科学技術・学術政策研究所
- 農林水産省
  - 農林水産政策研究所
- 防衛省
  - 防衛研究所
  - 防衛医科大学校
    - 防衛医学研究センター
- 防衛装備庁　
  - 航空装備研究所
  - 陸上装備研究所
  - 艦艇装備研究所
  - 電子装備研究所
  - 先進技術推進センター
- 財務省
  - 財務総合政策研究所
- 消防庁
  - 消防大学校
    - 消防研究センター
- 海上保安庁
  - 海上保安大学校
    - 国際海洋政策研究センター

### 国の「特別の機関」、または特別の機関に附属する研究所
- 国土交通省
  - 国土地理院
    - 地理地殻活動研究センター

### その他の国の研究所
- 警察庁
  - 科学警察研究所

### 共同利用・共同研究拠点
- 北海道大学
  - 北海道大学遺伝子病制御研究所
  - 北海道大学人獣共通感染症国際共同研究所
  - 北海道大学スラブ・ユーラシア研究センター
  - 北海道大学低温科学研究所
- 帯広畜産大学原虫病研究センター
- 東北大学
  - 東北大学加齢医学研究所
  - 東北大学金属材料研究所
  - 東北大学電気通信研究所
  - 東北大学電子光理学研究センター
  - 東北大学流体科学研究所
- 筑波大学
  - 筑波大学計算科学研究センター
  - 筑波大学つくば機能植物イノベーション研究センター
  - 筑波大学ヒューマン・ハイ・パフォーマンス先端研究センター
- 群馬大学生体調節研究所
- 千葉大学
  - 千葉大学環境リモートセンシング研究センター
  - 千葉大学真菌医学研究センター
- 東京大学
  - 東京大学医科学研究所
  - 東京大学宇宙線研究所
  - 東京大学空間情報科学研究センター
  - 東京大学地震研究所
  - 東京大学史料編纂所
  - 東京大学新世代感染症センター
  - 東京大学素粒子物理国際研究センター
  - 東京大学大気海洋研究所
  - 東京大学物性研究所
- 東京医科歯科大学難治疾患研究所
- 東京外国語大学アジア・アフリカ言語文化研究所
- 東京科学大学フロンティア材料研究所
- 一橋大学経済研究所
- 新潟大学脳研究所
- 金沢大学
  - 金沢大学がん進展制御研究所
  - 金沢大学環日本海域環境研究センター
- 名古屋大学
  - 名古屋大学宇宙地球環境研究所
  - 名古屋大学低温プラズマ科学研究センター
  - 名古屋大学未来材料・システム研究所
- 京都大学
  - 京都大学医生物学研究所
  - 京都大学エネルギー理工学研究所
  - 京都大学化学研究所
  - 京都大学基礎物理学研究所
  - 京都大学経済研究所
  - 京都大学人文科学研究所
  - 京都大学数理解析研究所
  - 京都大学生存圏研究所
  - 京都大学生態学研究センター
  - 京都大学東南アジア地域研究研究所
  - 京都大学複合原子力科学研究所
  - 京都大学防災研究所
  - 京都大学野生動物研究センター
- 大阪大学
  - 大阪大学核物理研究センター
  - 大阪大学社会経済研究所
  - 大阪大学接合科学研究所
  - 大阪大学蛋白質研究所
  - 大阪大学微生物病研究所
  - 大阪大学レーザー科学研究所
- 神戸大学経済経営研究所
- 鳥取大学乾燥地研究センター
- 岡山大学
  - 岡山大学資源植物科学研究所
  - 岡山大学惑星物質研究所
- 広島大学放射光科学研究センター
- 徳島大学先端酵素学研究所
- 愛媛大学
  - 愛媛大学沿岸環境科学研究センター
  - 愛媛大学地球深部ダイナミクス研究センター
  - 愛媛大学プロテオサイエンスセンター
- 高知大学海洋コア総合研究センター
- 九州大学
  - 九州大学応用力学研究所
  - 九州大学生体防御医学研究所
  - 九州大学マス・フォア・インダストリ研究所
- 佐賀大学海洋エネルギー研究センター
- 長崎大学
  - 長崎大学高度感染症研究センター
  - 長崎大学感染症研究出島特区
  - 長崎大学熱帯医学研究所
- 熊本大学発生医学研究所
- 琉球大学熱帯生物圏研究センター
- 熊本大学・富山大学（共同設置）先進軽金属材料国際研究機構
- 札幌医科大学フロンティア医学研究所
- 会津大学宇宙情報科学研究センター
- 横浜市立大学先端医科学研究センター
- 名古屋市立大学
  - 名古屋市立大学不育症研究センター
  - 名古屋市立大学創薬基盤科学研究所
- 大阪公立大学
  - 大阪公立大学数学研究所
  - 大阪公立大学都市科学・防災研究センター
  - 大阪公立大学附属植物園
- 和歌山県立医科大学みらい医療推進センター
- 兵庫県立大学自然・環境科学研究所天文科学センター
- 北九州市立大学環境技術研究所先制医療工学研究センター / 計測・分析センター
- 自治医科大学先端医療技術開発センター
- 慶應義塾大学パネルデータ設計・解析センター
- 昭和大学発達障害医療研究所
- 玉川大学脳科学研究所
- 東京工芸大学風工学研究センター
- 東京農業大学生物資源ゲノム解析センター
- 東京理科大学総合研究院火災科学研究所
- 野上記念法政大学能楽研究所
- 明治大学先端数理科学インスティテュート
- 早稲田大学
  - 早稲田大学坪内博士記念演劇博物館
  - 早稲田大学各務記念材料技術研究所
- 中部大学中部高等学術研究所国際GISセンター
- 藤田医科大学総合医科学研究所
- 立命館大学アート・リサーチセンター
- 京都芸術大学舞台芸術研究センター
- 大阪商業大学JGSS研究センター
- 関西大学ソシオネットワーク戦略研究機構
- 同志社大学赤ちゃん学研究センター

ネットワーク型拠点
- 学際大規模情報基盤共同利用・共同研究拠点
  - 東京大学情報基盤センター
  - 北海道大学情報基盤センター
  - 東北大学サイバーサイエンスセンター
  - 東京科学大学学術国際情報センター
  - 名古屋大学情報基盤センター
  - 京都大学学術情報メディアセンター
  - 大阪大学サイバーメディアセンター
  - 九州大学情報基盤研究開発センター

- 物質・デバイス領域共同研究拠点
  - 北海道大学電子科学研究所
  - 東北大学多元物質科学研究所
  - 東京科学大学化学生命科学研究所
  - 大阪大学産業科学研究所
  - 九州大学先導物質化学研究所

- 生体医歯工学共同研究拠点
  - 東京医科歯科大学生体材料工学研究所
  - 東京科学大学未来産業技術研究所
  - 静岡大学電子工学研究所
  - 広島大学ナノデバイス・バイオ融合科学研究所

- 放射線災害・医科学研究拠点
  - 広島大学原爆放射線医科学研究所
  - 長崎大学原爆後障害医療研究所
  - 福島県立医科大学ふくしま国際医療科学研究センター

- 放射能環境動態・影響評価ネットワーク共同研究拠点
  - 弘前大学被ばく医療総合研究所
  - 福島大学環境放射能研究所
  - 筑波大学アイソトープ環境動態研究センター
  - 日本原子力研究開発機構廃炉環境国際共同研究センター
  - 国立環境研究所福島地域協働研究拠点
  - 環境科学技術研究所

- 触媒科学計測共同研究拠点	
  - 北海道大学触媒科学研究所
  - 大阪公立大学人工光合成研究センター
  - 産業技術総合研究所触媒化学融合研究センター

- 糖鎖生命科学連携ネットワーク型拠点
  - 名古屋大学・岐阜大学（共同設置）糖鎖生命コア研究所
  - 創価大学糖鎖生命システム融合研究所
  - 自然科学研究機構生命創成探究センター

### 大学共同利用機関法人の研究所
- 総合地球環境学研究所（人間文化研究機構[注 2]）
- 国立国語研究所（同）
- 国際日本文化研究センター（同）
- 国立天文台（自然科学研究機構）
- 核融合科学研究所（同）
- 基礎生物学研究所（同）
- 生理学研究所（同）
- 分子科学研究所（同）
- 素粒子原子核研究所（高エネルギー加速器研究機構）
- 物質構造科学研究所（同）
- 国立極地研究所（情報・システム研究機構）
- 国立情報学研究所（同）
- 統計数理研究所（同）
- 国立遺伝学研究所（同）

### 主な地方自治体の研究所
- 各都道府県警察本部の科学捜査研究所
- 各都道府県の教育研究所
- 北海道立衛生研究所
- 北海道立総合研究機構[注 3]
- 秋田県立脳血管研究センター
- 茨城県工業技術センター
- 東京都立産業技術研究センター
- 東京都農林総合研究センター
- 神奈川県立産業技術総合研究所
- 埼玉県水産研究所
- 埼玉県茶業研究所
- 埼玉県農業技術研究センター
- 静岡県埋蔵文化財調査研究所
- あいち産業科学技術総合センター
- 名古屋市工業研究所
- 三重県水産研究所
- 京都市産業技術研究所 [注 4]
- 京都府農林水産技術センター 海洋センター
- 奈良県立橿原考古学研究所
- 大阪府立産業技術総合研究所
- 大阪府立放射線中央研究所
- 大阪府立成人病センター
- 人と防災未来センター
- 兵庫県立農林水産技術総合センター
- 兵庫県森林動物研究センター
- 徳島県立農林水産総合技術支援センター水産研究所
- 徳島県立農林水産総合技術支援センター農業研究所
- 徳島県立農林水産総合技術支援センター森林林業研究所
- 愛媛県農林水産研究所 水産研究センター

### 公益財団法人の研究所
- 公益財団法人鉄道総合技術研究所
- 公益財団法人高輝度光科学研究センター（日本原子力研究所と理化学研究所が設立）
- 公益財団法人若狭湾エネルギー研究センター
- 公益財団法人大阪バイオサイエンス研究所
- 公益財団法人電磁料研究所
- 公益財団法人山階鳥類研究所
- 公益財団法人動物臨床医学研究所
- 公益財団法人実験動物中央研究所
- 公益財団法人京都高度技術研究所
- 公益財団法人応用科学研究所
- 公益財団法人パブリックヘルスリサーチセンターストレス科学研究所
- 公益財団法人佐々木研究所
- 公益財団法人地方自治総合研究所
- 公益財団法人世界平和研究所
- 公益財団法人電磁材料研究所
- 公益財団法人日本交通公社
- 公益財団法人放射線影響研究所

### 一般財団法人の研究所
- 一般財団法人電力中央研究所（戦後民間初、日本最大の財団法人格の研究機関）
- 一般財団法人電気安全環境研究所
- 一般財団法人国際貿易投資研究所
- 一般財団法人世界政経調査会国際情勢研究所
- 一般財団法人日本エネルギー経済研究所
- 一般財団法人秋田経済研究所
- 一般財団法人電子科学研究所
- 一般財団法人日本不動産研究所
- 一般財団法人キヤノングローバル戦略研究所
- 一般財団法人電子科学研究所
- 一般財団法人建設経済研究所

### 社団法人の研究所
ここでは、研究所単体で法人となっているもののみを掲載する。
- 公益社団法人北海道地方自治研究所
- 公益社団法人商事法務研究会
- 公益社団法人部落問題研究所
- 公益社団法人地域経済総合研究所
- 一般社団法人JC総研
- 一般社団法人地域経済総合研究所
- 一般社団法人日本パン技術研究所
- 一般社団法人日本リサーチ総合研究所
- 一般社団法人日本自動車流通研究所
- 一般社団法人俯瞰工学研究所
- 一般社団法人関西国際産業関係研究所
- 一般社団法人地域経済総合研究所
- 一般社団法人部落解放・人権研究所
- 一般社団法人倫理研究所
- 一般社団法人北海道未来総合研究所
- 一般社団法人国際産業関係研究所
- 一般社団法人近代経済研究所
- 一般社団法人淡水生物研究所
- 一般社団法人中央政策研究所
- 一般社団法人農山漁村文化協会民間稲作研究所
- 一般社団法人中国研究所
- 一般社団法人生活文化研究所

### 株式会社の研究所
- 三菱重工業株式会社総合研究所
- 株式会社東芝
  - 研究開発センター[1]
  - 生産技術センター[2]
  - ソフトウェア技術センター[3]
- 株式会社アシックススポーツ工学研究所
- 株式会社アンデルセン・パン生活文化研究所
- 株式会社DIMS医科学研究所
- 株式会社トリケミカル研究所
- 株式会社本田技術研究所
- 株式会社オートネットワーク技術研究所
- 株式会社神戸製鋼所神戸総合技術研究所
- 株式会社石油産業技術研究所
- 株式会社双日総合研究所
- 株式会社東京海上研究所
- 株式会社片山さつき政治経済研究所
- 東京化成工業株式会社基礎研究所
- 株式会社国際電気通信基礎技術研究所 (ATR)
- 株式会社ソニーコンピュータサイエンス研究所
- 株式会社富士通研究所
- 株式会社KDDI総合研究所
- 株式会社超高温材料研究所
- 株式会社ミサワホーム総合研究所[4]
- 株式会社デンソー先端技術研究所[5]
- 株式会社豊田中央研究所
- 株式会社高速道路総合技術研究所（NEXCO総研）
- 三菱化学生命科学研究所
- 日本たばこ産業#研究所
  - 医薬総合研究所 (日本たばこ産業)
  - JT たばこ中央研究所
- NTT研究所
- 株式会社NTTドコモ・モバイル社会研究所

### 学校法人の研究所
- 学校法人北里研究所

### 教育研究所
- 教育研究所

### 宗教法人の研究所
- 真宗大谷派教学研究所
- 本願寺教学伝道研究所

## その他の研究所
- 美術大学の予備校、習い事の塾、一部の（研究機関でない）民間企業、親睦団体の名前として「研究所」が用いられることもある。例：PHP研究所やハードSF研究所など。
- 研究者が集まって、任意団体の研究会を作成する際には「研究所」よりも「ラボ」を好んで使う傾向にある。例：フォトニックインターネットラボ (Photonic Internet Lab. : PIL) やけいはんな情報通信オープンラボなど。
- 台湾では、大学院を研究所と呼ぶ。